# Propaganda (groupe)
Pour les articles homonymes, voir Propaganda.
Propaganda est un groupe de new wave allemand, originaire de Düsseldorf, Rhénanie-du-Nord-Westphalie. Son style musical est doté de consonances dark wave, et il est à noter qu'il interprète la majorité de ses titres en langue anglaise.

## Biographie

### Succès
Propaganda est créé à Düsseldorf (Rhénanie-du-Nord-Westphalie) en 1982 par Ralf Dörper, après son départ de la formation EBM Die Krupps. Le groupe, qui signe un contrat chez ZTT Records, se fait un nom au milieu des années 1980 grâce à ses tubes internationaux p:Machinery (chanté par Claudia Brücken), Dr. Mabuse et Duel - tous extraits du premier album A Secret Wish - ainsi qu'à son pot-pourri avec le titre Relax de Frankie Goes to Hollywood, qui appartient à la même maison de disques. À noter que p:Machinery fut à cette époque le jingle de la radio Skyrock et de la chaîne La Cinq en France.
Forte de ce succès, la formation allemande se lance dans une tournée mondiale (le "Outside World Tour"), visitant l'Europe, l'Asie et l'Amérique du Nord ; avec à cette occasion le renfort sur scène de plusieurs musiciens dont le bassiste Derek Forbes et le batteur Brian McGee, anciens membres du fameux groupe new wave écossais Simple Minds. À noter aussi que l'ex-batteur de la formation britannique Japan, Steve Jansen, participera également à quelques prestations live de Propaganda.

### Déclin progressif
La suite est cependant moins glorieuse puisqu'en raison de dissensions avec le label du groupe, ZTT, Claudia Brücken finit par quitter la formation en 1987. Les membres restants s'attellent tout de même à la création d'un second album (produit notamment par Ian Stanley et Chris Hughes, ex-membres du célèbre groupe Tears for Fears) qui paraît en 1990 sous le titre 1234, avec la participation d'une nouvelle chanteuse, l'Américaine Betsi Miller ; mais son succès sera bien moindre que A Secret Wish.

### Nouvelle ère
Par la suite, Propaganda connaît une période de sommeil avant de repartir avec Susanne Freytag et Michael Mertens.
Ainsi, le 2 mars 2011, Claudia Brücken joue au Scala de Londres et est rejointe par Ralf Dörper et Susanne Freytag pour quelques morceaux. Plus tard, on apprend malheureusement le décès d'Andreas Thein - cofondateur du groupe - qui meurt d'un cancer le 30 mai 2013.

### Depuis 2018: xPropaganda
Le duo Brücken et Freytag apparaît dans quelques festivals rétro à travers l'Europe et fait quelques spectacles en interprétant A Secret Wish en Allemagne en utilisant le nom Duel, alors qu'au Royaume-Uni, c'est le nom xPropaganda qui est utilisé. Ils y assurent la première partie de Heaven 17 fin novembre et début décembre 2018 à l'occasion du 35e anniversaire de l'album The Luxury Gap. Le duo est soutenu par l'ancien groupe OneTwo. Un enregistrement en concert de l'un des concerts londoniens de xPropaganda est sorti sous la forme de l'album A Secret Place en 2018.
Le 20 mai 2022, l'album de xPropaganda intitulé The Heart Is Strange de Brücken, Freytag et Lipson est publié sous différents formats par Universal Music et ZTT,,.

## Discographie

### Albums studio
| Année | Détails                                                                               | Meilleure position | Meilleure position | Meilleure position | Meilleure position | Meilleure position |
| Année | Détails                                                                               | UK                 | NZ                 | SE                 | NL                 | ITA                |
| ----- | ------------------------------------------------------------------------------------- | ------------------ | ------------------ | ------------------ | ------------------ | ------------------ |
| 1985  | A Secret Wish (1er album studio) - Sortie : 22 février 1985 - Label: ZTT Records      | 16                 | 21                 | 25                 | 5                  | 16                 |
| 1985  | Wishful Thinking (album remixé) - Sortie : novembre 1985 - Label: ZTT Records         | 82                 | -                  | -                  | 64                 | -                  |
| 1990  | 1234 (2ème album studio) - Sortie : 1990 - Label: Virgin Records                      | 46                 | -                  | 21                 | 45                 | -                  |
| 2010  | A Secret Wish (édition deluxe) - Sortie : 2010 - Label: ZTT Records                   | 92                 | -                  | -                  | -                  | -                  |
| 2012  | Wishful Thinking (album remixé) (édition deluxe) - Sortie : 2012 - Label: ZTT Records | -                  | -                  | -                  | -                  | -                  |

### Compilations
- 2002 : Outside World (juillet)
- 2012 : Noise and Girls Come Out to Play (septembre)

### Singles
| Date de sortie   | Chanson                           | UK | ALL 100 | PB 40 | FRA | SUI | ARG | ITA |
| ---------------- | --------------------------------- | -- | ------- | ----- | --- | --- | --- | --- |
| 27 février 1984  | Dr. Mabuse                        | 27 | 7       |       |     | 14  |     |     |
| 7 avril 1985     | Duel                              | 21 | 30      | 5     |     |     |     | 2   |
| 29 juillet 1985  | p:Machinery                       | 50 | 26      | 12    | 10  | 29  |     | 5   |
| 25 novembre 1985 | p:Machinery (Reactivated)         | 83 | 16      |       | 24  |     |     |     |
| 1990             | Heaven Give Me Words              | 36 | 40      |       |     |     |     |     |
| 1990             | Only One Word                     | 71 |         |       |     |     |     |     |
| 1990             | How Much Love                     |    |         |       |     |     |     |     |
| 1991             | Wound in My Heart                 |    |         |       |     |     | 1   |     |
| juillet 1995     | p:Machinery (anniversary reissue) |    |         |       |     |     |     |     |
| 2006             | Valley of the Machine Gods        |    |         |       |     |     |     |     |